# Großraumrettungswagen

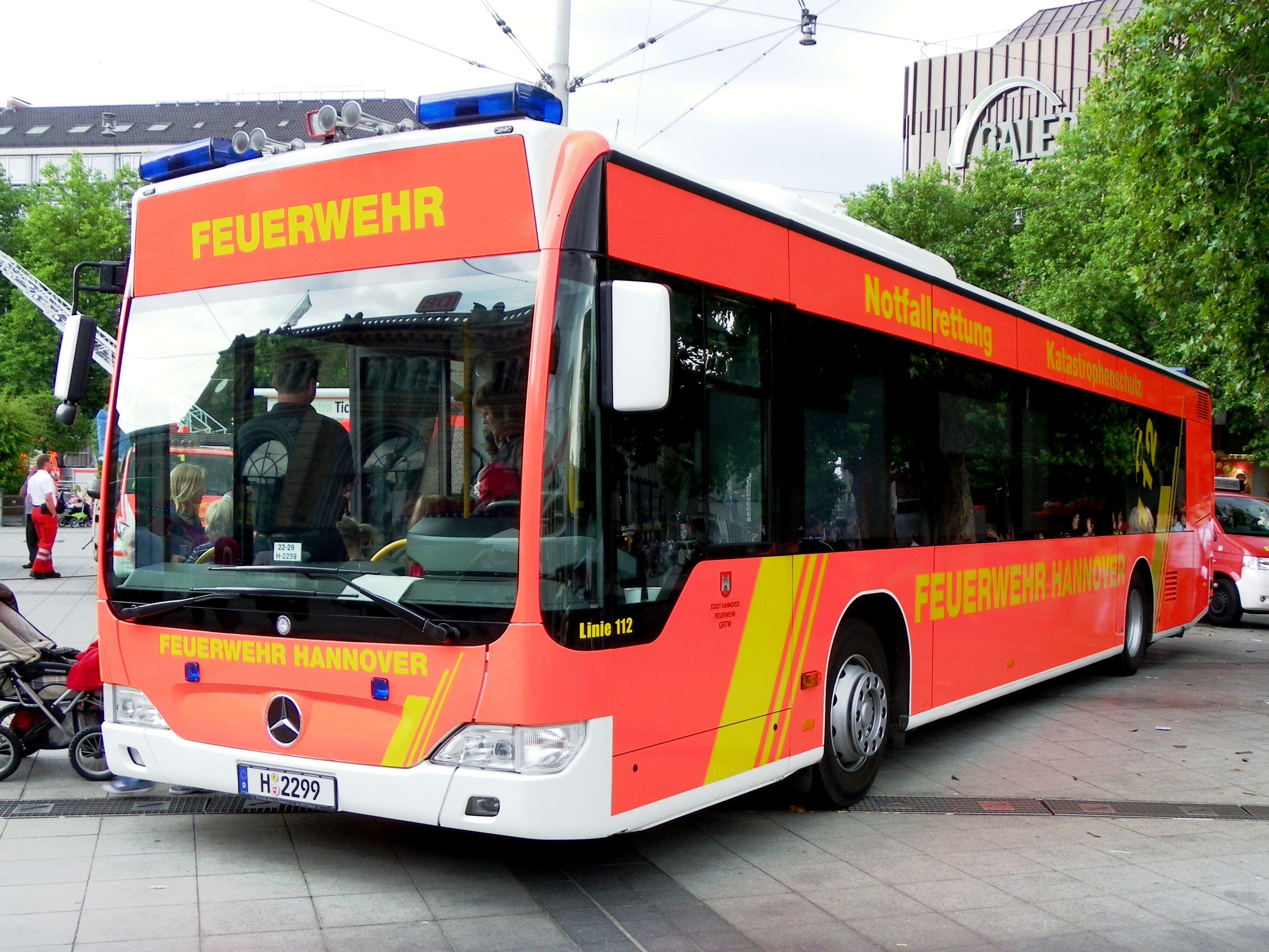
Großraumrettungswagen der Feuerwehr Hannover auf Basis eines Mercedes-Benz Citaro

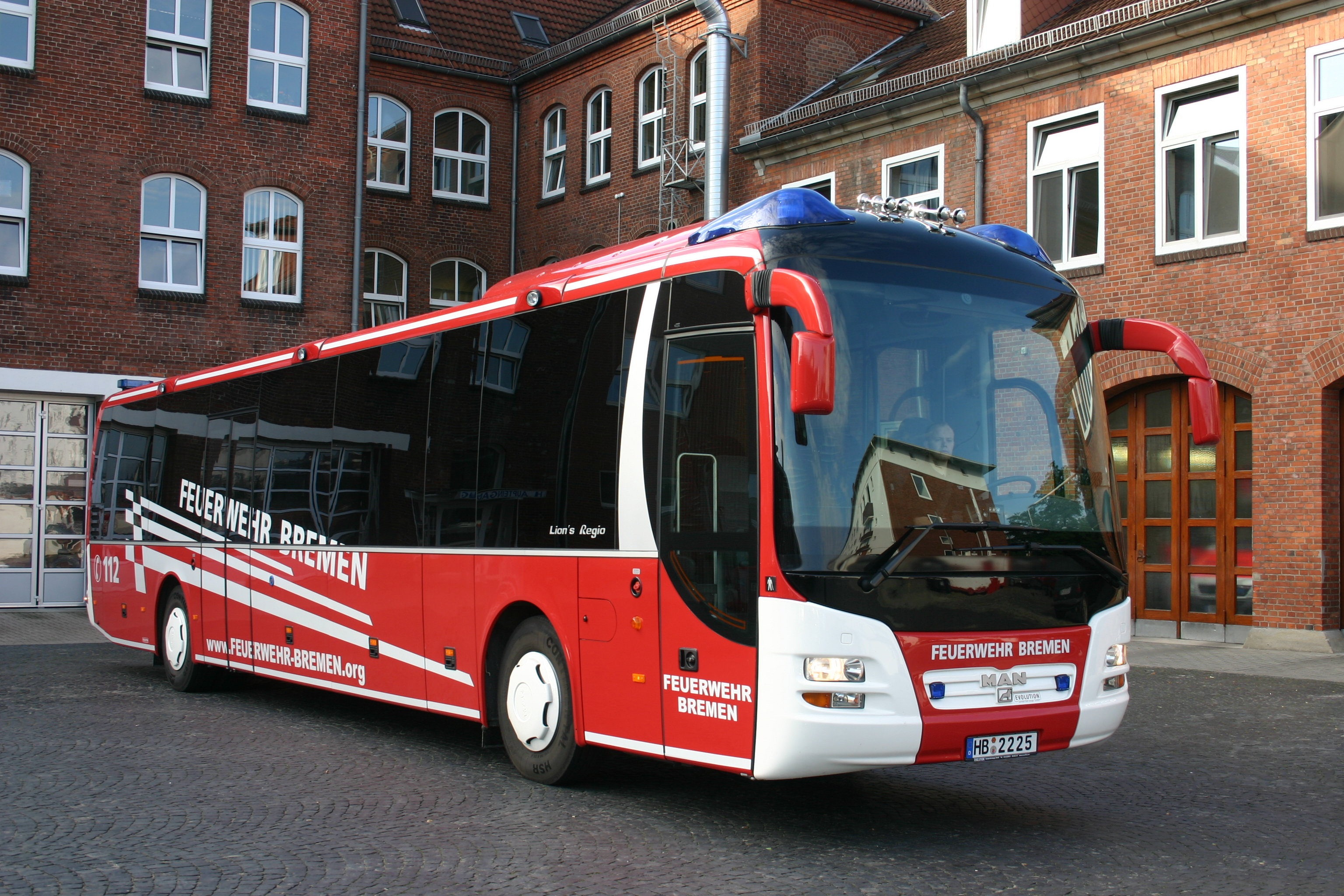
Großraumrettungswagen der Feuerwehr Bremen (MAN Lion’s Regio)

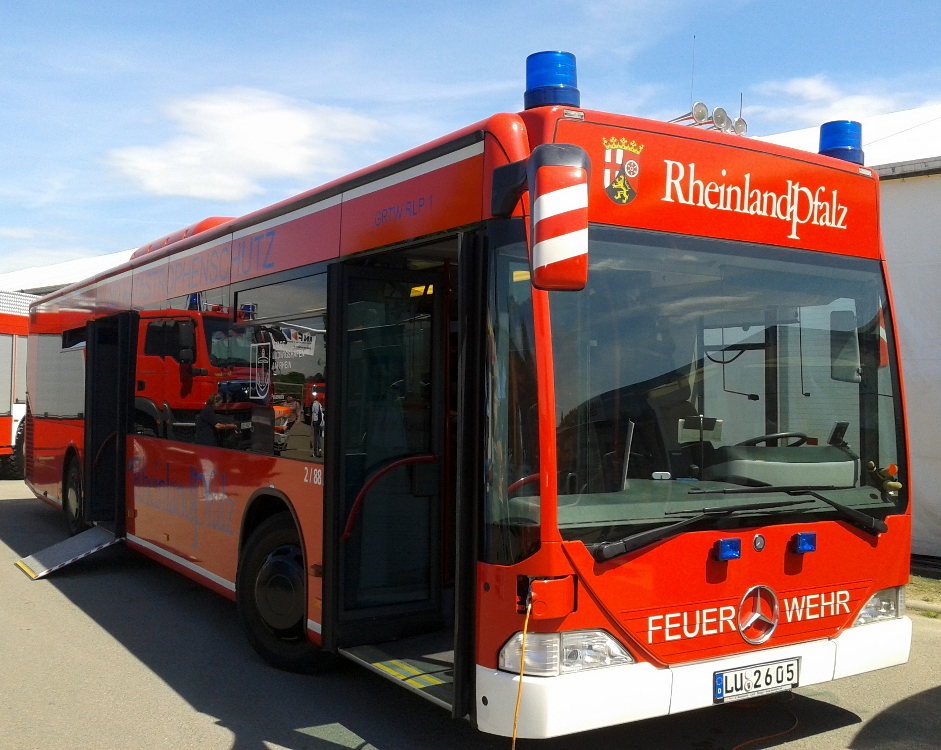
Großraumrettungswagen GRTW RLP1 der Feuerwehr Ludwigshafen

Der Großraumrettungswagen – in Bayern Großraum-Rettungswagen, Großrettungswagen oder Rettungsbus genannt (GRTW oder G-RTW) – ist ein Fahrzeug des Rettungsdienstes oder Katastrophenschutzes auf einem Omnibus-Fahrgestell.
Teilweise handelt es sich dabei um Sonderanfertigungen, teilweise um Umbauten von Linien- oder Reisebussen. In der Art des Ausbaus gibt es jedoch viele unterschiedliche Variationen. Dabei werden Rollstuhlplätze, Sitzplätze, Krankentragenplätze und Krankenhausbettenplätze verwendet. Je nach Ausstattung ergibt sich dann auch das Aufgabenfeld des Großraumrettungswagens. Es gibt auch Großraumrettungswagen mit variabler Ausstattung, d. h., es kann je nach Aufgabe umgebaut werden. Aufgrund des speziellen Aufgabenfeldes und der hohen Anschaffungskosten sind Großraumrettungswagen meist nur in Großstädten stationiert und werden bei Bedarf überregional eingesetzt.
Nach dem Vorschlag der EU für die Lackierung von Sonderfahrzeugen sollte der Großraumrettungswagen als Fahrzeug des Rettungsdienstes schwefelgelb (RAL 1016) lackiert werden.

## Einsatzbereiche

### Unterbringung von Personen
Aufgrund der vielen Sitzplätze kann ein Großraumrettungswagen als Unterkunft, z. B. bei Räumungen, zum Einsatz kommen. Die Vorteile gegenüber einem Zelt sind hierbei, dass in einer Unterkunft gleichzeitig mehr Personen aufgenommen, versorgt und registriert werden können, keine Auf- und Abbauzeit anfällt und der Bus bewegt und leichter beheizt werden kann.

### Massenanfall von Verletzten
Bei einem Massenanfall von Verletzten (MANV) wird oftmals ein Großraumrettungswagen eingesetzt, da dieser Platz für viele Verletzte bietet. Im Gegensatz zu Zelten ist der Großraumrettungswagen vom Wetter unabhängig, mobil und leicht beheizbar. Des Weiteren eignet er sich zum Abtransport einer Vielzahl verletzter Patienten.

### Intensivtransport
Der Großraumrettungswagen eignet sich für einen Intensivtransport, vor allem wenn er über ein oder mehrere Krankenhausbetten verfügt oder eine Befestigung für ein solches Bett bereitsteht. Er bietet außerdem, da das Intensivbett relativ viel Platz einnimmt, mehr Platz für das Betreuungspersonal.

### Transport schwergewichtiger Patienten
Ein normaler Rettungswagen ist hinsichtlich des Raumes beschränkt, ferner ist die Fahrtrage aus Sicherheitsgründen nur bis zu einer bestimmten Masse (meist 150 kg) belastbar. Bei besonders schweren Patienten kann hier entweder ein Schwerlast-Rettungswagen oder ein Großraumrettungswagen eingesetzt werden. Normalerweise wird dann eine besondere Trage eingesetzt, die zwar auch auf Rollen läuft aber keinen Unterbau wie eine Fahrtrage hat. Dadurch hat sie auch einen niedrigeren Schwerpunkt. Sie ist normalerweise für Patienten bis 400 kg ausgelegt. Der Transport kann durch einen herabsenkbaren Flur und eine Rampe oder eine Hebebühne weiter vereinfacht werden.

### Linienverkehr
Bei unter anderem der Verkehrsbetriebe Westfalen Süd und der Verkehrsgesellschaft Belzig wird ein Großraumrettungswagen außerhalb von Einsätzen im regulären Linienverkehr eingesetzt. Im Alarmfall werden die Fahrgäste des Busses zuvor an der nächsten Haltestelle abgesetzt.

## Besatzung
Der Großraumrettungswagen hat in der Regel nur eine Besatzung aus zwei, manchmal auch nur aus einer Person, da normalerweise die benötigten Einsatzkräfte am Zielort zusteigen (Rendezvous-System).

## Technik
Da der Großraumrettungswagen gegebenenfalls Sonder- und Wegerechte (§ 35 und 38 StVO) in Anspruch nimmt, ist dieser mit einer Sondersignalanlage bestehend aus Rundumkennleuchte und Folgetonhorn ausgerüstet (Feuerwehr- bzw. Rettungsdienstfahrzeug). Für eine bessere Patientenaufnahme verfügt ein Großraumrettungswagen meistens über einen höhenverstellbaren Flur oder über eine Hebebühne, die bei Verwendung der Niederflurtechnik des Trägerfahrzeugs entbehrlich ist. Für einen leichten Umbau (Krankentragenhalterung und Sitzplätze für Leichtverletzte oder Unverletzte) können sich auf dem Boden Schienen wie in einem Flugzeug befinden, in die das entsprechende Modul eingebaut werden kann. Da es keine konkrete DIN-Norm für die Ausrüstung eines Großraumrettungswagens gibt, kann die Ausstattung je nach Bedürfnissen des Betreibers gewählt werden. Sie entsprechen hinsichtlich der Beladung mindestens einem Rettungswagen nach DIN EN 1789 Typ C. Teilweise ist eine Sauerstoffeinheit fest eingebaut. An den Plätzen für Sitze oder Krankentragen befinden sich dann entsprechende Anschlüsse.